# ISEE/ICE-Programm

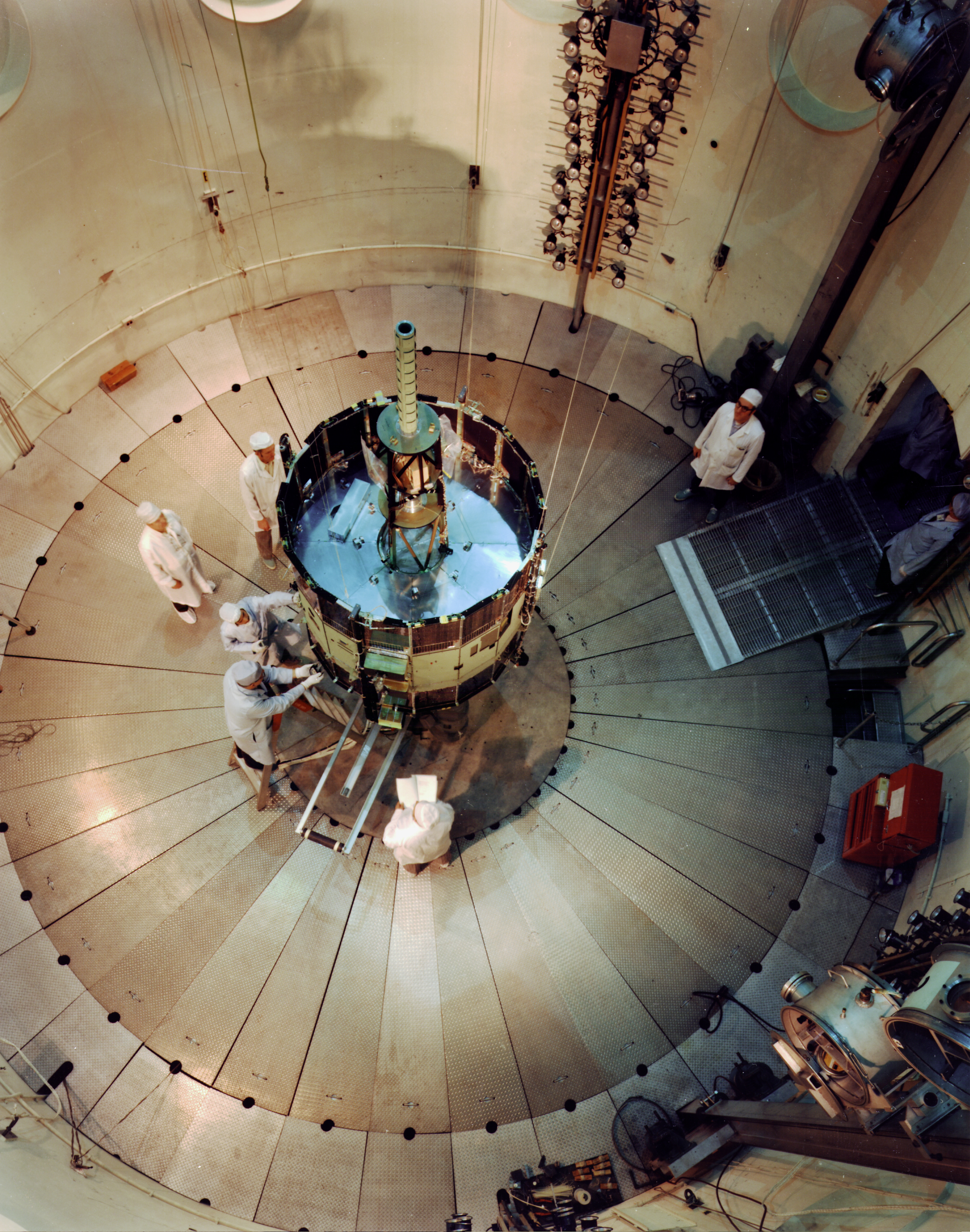
ISEE C (ISEE 3) vor dem Start in einer Testkammer

ISEE (International Sun Earth Explorer) war ein Raumfahrtprojekt der NASA und ESA (ursprünglich ESRO) zur Erforschung des Sonnenwindes und seiner Wechselwirkung mit der äußeren Magnetosphäre der Erde. Es bestand aus zwei 1977 gestarteten Satelliten (ISEE 1, 2) auf sehr elliptischen Umlaufbahnen und einer 1978 gestarteten Raumsonde (ISEE 3), die den Lagrange-Punkt L1 umkreiste. 1982, nach dem Ende der geplanten Missionszeit von 3 Jahren, wurde ISEE 3 unter dem Namen ICE (International Cometary Explorer) zu den Kometen Giacobini-Zinner und Halley geschickt. ISEE 1 und 2 führten dagegen ihre Messungen in der Erdumlaufbahn fort, bis sie 1987 verglühten. Obwohl ISEE 1 und 3 in den USA und ISEE 2 im Auftrag der ESA gebaut wurden, hatten alle drei Raumflugkörper wissenschaftliche Experimente aus den USA und den damaligen ESA-Mitgliedsstaaten an Bord.

## ISEE 1

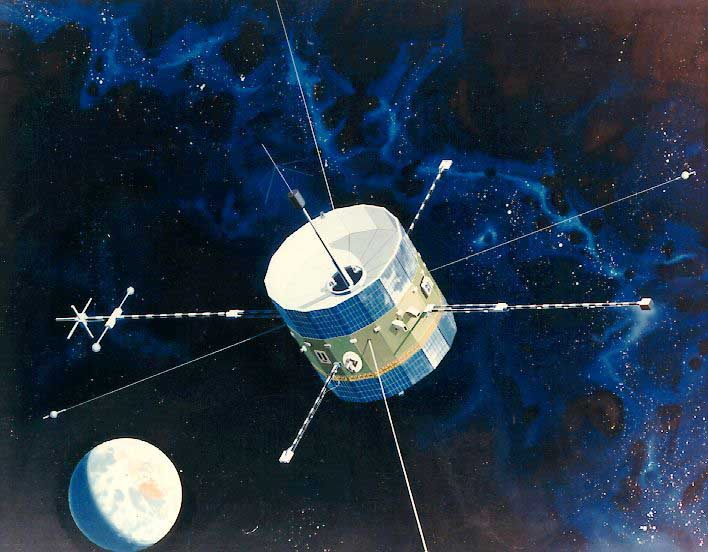
ISEE 1 im Weltraum

ISEE 1 wurde unter dem Projektnamen ISEE A vom Goddard Space Flight Center der NASA gebaut. ISEE 1 basierte (wie ISEE 3) auf den Explorer 43, 47 und 50 Satelliten. ISEE 1 war ein Satellit in Form eines 16-seitigen Prisma. Der Satellitenkörper hatte 1,73 m Durchmesser und war 1,61 m hoch. Der obere und untere Teil des Mantels von ISEE 1 war mit Solarzellen belegt. Am mittleren Bereich waren vier ausklappbare Ausleger befestigt, die beim Start zusammengeklappt nach oben zeigten. Die Ausleger waren jeweils um 90° zueinander versetzt und klappten in die Äquatorebene von ISEE 1 aus, so dass sie senkrecht auf der Spinachse standen. Zwei an gegenüberliegenden Seiten angebrachte gleich lange Ausleger trugen an ihren Enden jeweils einen flachen, rechteckigen Kasten. Ein um 90° dazu versetzter Ausleger trug eine besonders interessante Spitze, die aus einer, in der Äquatorebene von ISEE 1 liegenden Hantel mit Enden aus kugelförmig gebogenen, goldfarbenen Drähten bestand. Darauf folgte eine Antenne, deren kreuzförmige Stäbe parallel zur Spinachse standen. Ein Stab lag in der Äquatorebene von ISEE 1, der andere zeigte in die Richtung der Spinachse, ein weiterer Stab ragte, in Verlängerung des Auslegers, von ISEE 1 weg. Der gegenüberliegende Ausleger trug dagegen am Ende nur ein würfelförmiges Objekt. Außerdem besaß ISEE 1 vier stabförmige Antennen, die aus dem Satellitenkörper ausgefahren wurden und in der Äquatorebene radial von ISEE 1 wegzeigten. Sie waren jeweils zu den Armen um 45° versetzt. Zwei kurze, gegenüberliegende Antennen hatten kurz vor ihrem Ende kugelförmige Objekte. Daneben ragten aus ISEE 1 zwei weitere um 90° zu den kurzen Stabantennen versetzte lange Stabantennen aus ISEE 1 hinaus. Die Solarzellenfläche stand oben über die Oberseite von ISEE 1 hinaus. Die Oberseite von ISEE 1 besaß um ihr Zentrum einen ringförmigen Adapter, auf dem während des Starts der Satellit ISEE 2 (während des Starts noch ISEE B genannt) saß. Das innere des Adapters hatte ein Loch, durch das, nach der Abtrennung von ISEE 2, ein Mast mit einer Discone-Antenne an der Spitze ausfuhr. Durch diesen verlief die Spinachse, um die ISEE 1 zur Spinstabilisierung mit 19,75 Umdrehungen pro Minute rotierte. Diese stand senkrecht auf der Ekliptik. ISEE 1 hatte zwei Sender mit je 2,5 Watt Leistung an Bord. Beide sendeten im S-Band. Sender A sendete wissenschaftliche Daten analog und Sender B digital mit PCM, jedoch konnte auch Sender A in PCM senden. Die Datenrate betrug normalerweise 4086 Bit/s, wurde jedoch normalerweise bei jedem 5. Umlauf auf 16.384 Bit/s erhöht. ISEE 1 wog beim Start 340 kg, hatte 13 wissenschaftliche Instrumente an Bord und seine Solarzellen erzeugten 175 Watt zu Betriebsbeginn und 131 Watt nach Abschluss der Primärmission von 3 Jahren.

## ISEE 2
ISEE 2 wurde unter dem Projektnamen ISEE B 1973 von der ESRO genehmigt und vom STAR Konsortium unter der Führung von Dornier im Auftrag der ESRO, später ESA, gebaut. ISEE 2 war ein zylindrischer Satellit. Der Satellitenkörper hatte 1,27 m Durchmesser und war 1,20 m hoch. Auf seiner Oberseite war ein 0,89 m hoher Mast mit einer Discone-Antenne an der Spitze angebracht. Durch diese verlief die Spinachse, um die sich ISEE 2 mit 19,8 Umdrehungen pro Minute zur Spinstabilisierung drehte (und damit etwas schneller als ISEE 1). Wie bei ISEE 1 stand die Spinachse senkrecht auf der Ekliptik. Die oberen 2/3 des Mantels von ISEE 2 wurden von 6480 2 × 2 cm großen Silicium-Solarzellen gebildet. Diese gaben zu Beginn im Weltraum 112 Watt und am Ende der Lebenszeit (kurz vor dem Verglühen) 65 Watt ab. Vor dem Start war berechnet worden, dass sie zum Missionsende nach drei Jahren noch 72 Watt abgeben würden. Wenn ISEE 2 im Perigäum 1 Stunde lang durch den Erdschatten lief, wurde sie in den ersten beiden Jahren durch einen Nickel-Cadmium-Akkumulator mit 10 Ah versorgt. Danach fiel der Akkumulator erwartungsgemäß aus. Das untere Drittel des Mantels war in schwarze Wärmeisolation eingepackt. Daran waren jeweils um 120° zueinander versetzt drei 2,16 m lange Ausleger angebracht. Diese waren beim Start hochgeklappt und ragten über den Satellitenkörper hinaus. Jedoch hatten alle drei an der Stelle, an der sie im hochgeklappten Zustand die obere Kante des Satellitenkörpers passierten, einen Knick von dem aus sie aufeinander zuliefen und sich an den Spitzen fast trafen. Dieses war nötig, weil die Ausleger unter die kegelförmige Spitze der Nutzlastverkleidung der Rakete reichten. Damit sich die Instrumente an ihren Spitzen nicht berührten, verhinderten Abstandshalter dies. Im ausgeklappten Zustand standen die Ausleger auf der Spinachse von ISEE 2, wobei die Knicke in den Auslegern dazu führten, dass sie zuerst schräg nach unten und erst dann in einer Ebene vom Satellitenkörper wegführten. Am Ende eines Auslegers war wieder ein hantelförmiges Messgerät mit Enden aus kugelförmig gebogenen, goldfarbenen Drähten angebracht. Das Messgerät stand parallel zur Satellitenoberfläche. Ein anderer Ausleger trug an seiner Spitze ein Messgerät, aus dem zu beiden Seiten kurze Stäbe mit Spitzen an ihren Enden hinausragten. Dieses Messgerät war parallel zur Spinachse von ISEE 2 ausgerichtet. Der dritte Mast trug an seiner Spitze als Verlängerung ein zylinderförmiges Objekt (ca. doppelt so lang wie der Durchmesser breit), das von ISEE 2 wegragte. Dazu kamen noch zwei ausrollbare Drahtantennen mit 15 m Länge und zwei Antennen für das elektrische Feld mit 31 m und 0,7 m Länge. In Höhe der Trennlinie zwischen dem mit Solarzellen belegten Mantelteil und dem nicht belegten Mantelteil war im Satellitenkörper ein Zwischenboden angebracht. Oben auf dem Zwischenboden waren die Satellitensysteme untergebracht und auf der Unterseite die wissenschaftlichen Instrumente. Zur Lagekontrolle und Kurskorrekturen besaß ISEE 2 zwei Präzisions- und vier Spindüsen. Diese verwendeten 10,7 kg des ungewöhnlichen Druckgases Freon 14 (Tetrafluormethan). Damit ISEE 2 selbst nicht die hochempfindlichen Messinstrumente beeinflusste, war die elektromagnetische Abstrahlung von ISEE 2 auf ein Minimum reduziert. Außerdem war das gesamte Äußere des Satelliten elektrisch leitfähig, wodurch Potenzialdifferenzen unter 1 Volt blieben, und durch die Verwendung von unmagnetischem Material war das Gleichstromfeld am Magnetometer schwächer als 0,25 Gamma. Zu Messzwecken wurde der Abstand im Apogäum, wo sich die Magnetosphäre befindet, zwischen ISEE 1 und 2 zwischen 10 und 5000 km verändert. Dazu wurde ISEE 2 im oder nahe am Perigäum mit seinen Schubdüsen leicht beschleunigt oder gebremst. ISEE 2 hatte am Boden einen Adapter, mit dem sie während des Starts auf ISEE 1 befestigt war. Dadurch wurden während des Starts ca. 2/5 der Gesamthöhe von ISEE 2 von den überstehenden Solarzellen von ISEE 1 verdeckt. ISEE 2 wog beim Start 166 kg und hatte acht wissenschaftliche Instrumente an Bord.

## ISEE 3

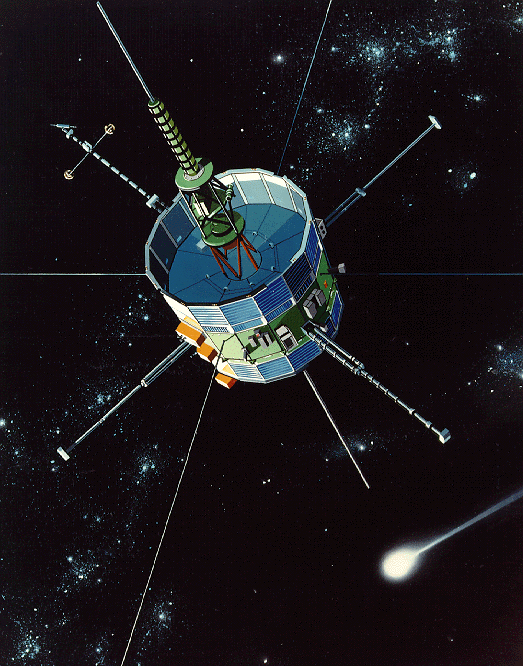
ISEE 3, nach der Umbenennung in ICE, beim Anflug auf den Kometen Giacobini-Zinner

ISEE 3 wurde unter dem Projektnamen ISEE C im Auftrag des Goddard Space Flight Center der NASA von der Firma Fairchild gebaut. ISEE 3 basierte (wie ISEE 1) auf den Explorer 43, 47 und 50 Satelliten. ISEE 3 war eine Sonde in Form eines 16-seitigen Prismas. Der Sondenkörper hatte 1,73 m Durchmesser und war 1,61 m hoch. Der obere und untere Teil des Mantels von ISEE 3 war mit Solarzellen belegt. Am mittleren Bereich waren vier ausklappbare Ausleger befestigt, die in Startkonfiguration zusammengeklappt nach oben zeigten. Die Ausleger waren jeweils um 90° zueinander versetzt und klappten in die Äquatorebene von ISEE 3 aus, so dass sie senkrecht auf der Spinachse standen. Zwei an gegenüberliegenden Seiten angebrachte gleich lange Ausleger trugen an ihren Enden jeweils eine parallel zur Spinachse stehende Raute. Ein um 90° dazu versetzter Ausleger trug eine besonders interessante Spitze, die aus einer, in der Äquatorebene von ISEE 3 liegenden Hantel mit Enden aus kugelförmig gebogenen goldfarbenen Drähten bestand. Darauf folge ein parallel zur Spinachse stehendes Messgerät, aus dem zu beiden Seiten kurze Stäbe mit Spitzen an ihren Enden herausragten. Der gegenüberliegende Ausleger trug dagegen am Ende nur ein würfelförmiges Objekt. Außerdem besaß ISEE 3 vier lange stabförmige Antennen, die aus dem Satellitenkörper ausgefahren wurden und in der Äquatorebene radial von ISEE 3 wegzeigten. Sie waren jeweils zu den Armen um 45° versetzt. Sie geben ISEE 3 einen Durchmesser von 91 m. Die Solarzellenfläche stand oben über die Oberseite von ISEE 3 hinaus. Auf der Oberseite von ISEE 3 ist ein Gittermast angebracht, der eine Stabantenne trägt. Unten ragt ebenfalls aus ISEE 3 eine ausfahrbare Stabantenne hinaus. Durch diese beiden Antennen verläuft die Spinachse, um die sich ISEE 3 zur Spinstabilisierung mit 19,75 Umdrehungen pro Minute dreht. Die Spinachse steht senkrecht auf der Ekliptik. ISEE 3 hatte zwei Sender mit je 5 Watt an Bord. Beide sendeten im S-Band. Der erste Sender sendete wissenschaftliche Daten mit PCM, jedoch konnte auch der andere Sender wissenschaftliche Daten in PCM anstatt Ranging senden. Beide Sender konnten gleichzeitig durch dieselbe Antenne senden, wobei jedoch entgegengesetzt drehende Polarisationen verwendet werden. Die Datenrate war veränderbar. Bei ISEE 3 in der Umlaufbahn um L1 und zu Anfang der ICE Mission betrug sie 2048 Bit/s. Bei Giacobini-Zinner waren es 1024 Bit/s. Danach fiel sie über 512 Bit/s (12. September 1985), 256 Bit/s (1. Mai 1987), 128 Bit/s (24. Januar 1989), auf 64 Bit/s (27. Dezember 1991). Auch konnten wissenschaftliche Daten zwischengespeichert werden, wenn diese schneller gesammelt als übertragen werden konnten. ISEE 3 wog beim Start 469 kg und hatte 12 wissenschaftliche Instrumente an Bord und seine Solarzellen erzeugten 173 Watt zu Betriebsbeginn.

## Missionen

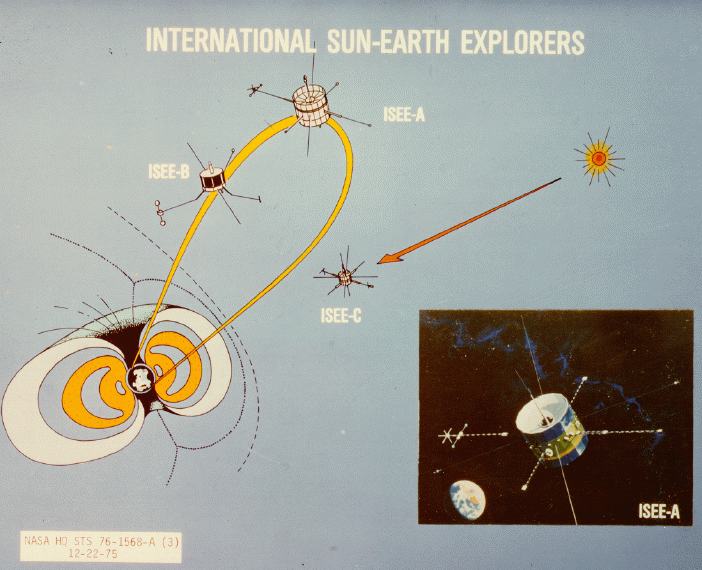
Die ISSE Raumflugkörper und ihre Bahnen

### ISEE 1 und 2
ISEE A und ISEE B starteten gemeinsam unter ihren Projektnamen am 22. Oktober 1977 um 13:53 Uhr UTC vom Launch Complex 17B der Cape Canaveral Air Force Station an Bord einer von McDonnell Douglas gebauten Delta 2914 Rakete in eine hochelliptische Umlaufbahn. Es war der 135. Start einer Delta-Rakete. Sowohl die zweite Stufe wie auch die dritte Stufe der Delta-Rakete verblieben dabei in verschiedenen Erdumlaufbahnen als Weltraummüll. Nach der Trennung voneinander nahmen ISEE A und ISEE B fast identische Umlaufbahnen ein und wurden in ISEE 1 und ISEE 2 umbenannt. ISEE 1, bzw. Explorer 56, umkreiste die Erde in einer 337 bis 137.904 km hohen Umlaufbahn mit 28,95° Äquatorneigung, und ISEE 2 umkreiste die Erde in einer 341 bis 137.847 km hohen Umlaufbahn mit 28,96° Äquatorneigung. Jedoch führte die Schwerkraft von Sonne und Mond zu periodischen Veränderungen der sehr exzentrischen Umlaufbahnen. Außerdem wurde (wie erwähnt) die Umlaufbahn von ISEE 2 verändert, um den Abstand zwischen den Satelliten für unterschiedliche Messungen zu verändern. ISEE 1, 2 überschritten ihre geplante Lebensdauer von 3 Jahren beträchtlich und arbeiteten noch, als sie nach fast 10 Jahren am 26. September 1987 beim 1518. Erdumlauf in die Erdatmosphäre eintraten und verglühten. Bei ISEE 2 war bis dahin kein einziges wissenschaftliches Instrument ausgefallen. Die beiden Satelliten wurden in der Erdumlaufbahn vom GSFC gesteuert.

### ISEE 3/ICE

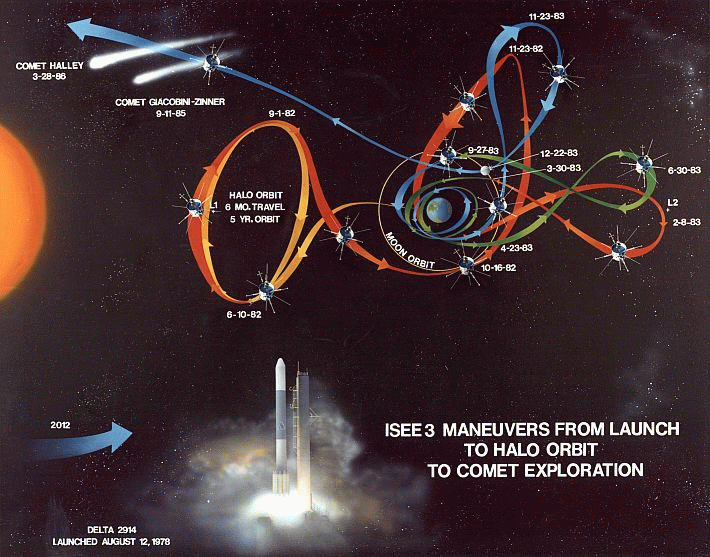
ISEE 3 Bahn um L1 und ihre Bahnen mit Swing-bys am Mond und Besuchen bei L2 zu den Kometen als ICE

ISEE C startete unter ihrem Projektnamen am 12. August 1978 um 15:12 Uhr UTC vom Launch Complex 17B der Cape Canaveral Air Force Station an Bord einer von McDonnell Douglas gebauten Delta 2914 Rakete in eine Bahn Richtung Lagrange-Punkt L1. Es war der 144. Start einer Delta-Rakete. Nach dem Start wurde sie in ISEE 3, bzw. Explorer 59, umbenannt. Am 20. November 1978 erreichte sie ihre geplante Halo-Umlaufbahn um L1 und wurde so die erste Raumsonde, die einen Lagrange-Punkt umkreiste. Diese Bahn hatte, von der Erde aus gesehen, in etwa die Form einer 655.000 mal 110.000 km großen Ellipse, die ISEE 3 in 177,86 Tagen durchflog. Auch die dritte Stufe der Delta-Rakete folgte ISEE 3 Richtung L1 als Weltraummüll, und die zweite Stufe der Delta-Rakete blieb in einer Erdumlaufbahn ebenfalls als Weltraummüll zurück. Nachdem ISEE 3 ihre geplante Missionsdauer erreicht hatte, begann am 10. Juni 1982 mit einem Zünden der Korrekturtriebwerke der Abzug von L1. Sie verließ L1 Richtung Mond am 1. September 1982 und führte am 16. Oktober 1982 einen Fly-by an ihm aus. Nach einem Schubmanöver am 21. November 1982, und folgender Umlenkung durch die Erde, flog ISEE 3 eine Schlaufenbahn, erreichte am 8. Februar 1983 die Gegend von L2 und fiel Richtung Erde und Mond zurück. Beim Passieren des Mondes, am 30. März 1983, fand ein weiterer Fly-by statt, wonach ISEE 3 die Erde einige Male in niedrigen Bahnen umkreiste, bevor sie wieder Richtung Mond flog, wo sie einen weiteren Swing-by am 24. April 1983 durchführte und wieder Richtung L2 geschleudert wurde. Dieses Mal drehte sie eine Schlaufe in größerem Abstand zu ihm und kehrte zum Mond zurück, wo wieder ein Swing-by am 27. September 1983 stattfand. Nach einer weiteren, relativ nahen Runde um die Erde, trat ISEE 3 in eine weitere, langgestreckte Schlaufe ein, deren bahnhöchsten Punkt sie am 23. November 1983 erreichte. Danach nahm sie wieder Kurs auf den Mond, wo sie den finalen Fly-by am 22. Dezember 1983 durchführte. Dabei überschritt sie die Fluchtgeschwindigkeit des Erde-Mond-Systems und wurde zu einer interplanetaren Sonde. ISEE 3 wurde danach in ICE umbenannt und befand sich auf einer Flugbahn zu den Kometen Giacobini-Zinner und Halley. ICE erreichte Giacobini-Zinner am 11. September 1985 und passierte unbeschädigt seinen Schweif 7800 km hinter seinem Kern, wobei sie erfolgreich Messungen ausführte. Danach passierte sie am 28. März 1986 den Halleyschen Kometen in 28 Mio. km Abstand. Ab dem Jahr 1991 wurde ICE zur Erforschung der Sonne genutzt, zusammen mit bodengebundenen Observatorien und teilweise auch zusammen mit der Sonnensonde Ulysses. Am 5. Mai 1997 wurde die ICE Mission beendet, die Bordsender jedoch nicht abgeschaltet. Im Jahr 2014 kam ICE wieder in Erdnähe. Mitarbeiter des Space College hatten Ende Mai 2014 mit Genehmigung der NASA die Steuerung von ICE übernommen und planten, sie in eine Erdumlaufbahn zu bringen, um sie dort weiter zu nutzen. Als am 8. Juli 2014 der Kurs korrigiert werden sollte, zündeten die Triebwerke nicht. Man vermutet, dass das Stickstoff-Druckgas verbraucht ist, das nötig ist, um Treibstoff in die Triebwerke zu pressen. ISEE-3 konnte deshalb am 10. August 2014 keinen Swing-By am Mond ausführen, wodurch sie erneut in eine Erdumlaufbahn eingetreten wäre. Die Instrumente sind jedoch noch funktionsfähig, so dass ihre Daten noch solange wie möglich empfangen werden sollen, während sie sich wieder von der Erde entfernt. 2031 kommt sie wieder der Erde nahe.